# Deonise Fachinello
Deonise Fachinello Cavaleiro (n. 20 iunie 1983, în Santa Rosa) este o handbalistă braziliană care joacă pentru echipa națională a Braziliei pe postul de intermediar dreapta. 
În februarie 2014, când se afla sub contract cu echipa austriacă Hypo Niederösterreich, presa a anunțat că, începând din vara anului 2014, Deonise Cavaleiro va juca CSM București, care evoluează în Liga Națională.. Pe 29 noiembrie 2015, clubul bucureștean a anunțat rezilierea contractului cu jucătoarea, care s-a transferat apoi la Nykøbing FH.
În mai 2017, handbalista a semnat un contract cu echipa românească CS Măgura Cisnădie, iar în decembrie 2018 s-a transferat la SCM Craiova.

## Palmares
- Liga Națională:
  - Câștigătoare: 2015
  - Medalie de bronz: 2018

- Cupa României:
  - Finalistă: 2015

- Divizia de Handbal a Spaniei:
  - Câștigătoare: 2012
  - Locul 2: 2008

- Cupa Reginei
  -  Câștigătoare: 2012

- Supercupa Spaniei
  -  Câștigătoare: 2012

- Cupa Spaniei
  -  Câștigătoare: 2007

- Liga Națională a Austriei:
  - Câștigătoare: 2009, 2013

- Cupa Austriei:
  -  Câștigătoare: 2009, 2013

- Campionatul Franței:
  - Locul 2: 2010

- Cupa Franței:
  - Finalistă: 2010

- Cupa Cupelor EHF
  -  Câștigătoare: 2013

- Cupa EHF
  - Finalistă: 2008

- Jocurile Panamericane:
  -  Câștigătoare: 2007, 2011, 2015

- Jocurile Sud-americane:
  -  Câștigătoare: 2018

- Campionatul Mondial:
  -  Câștigătoare: 2013

- Campionatul Panamerican:
  -  Câștigătoare: 2007, 2011, 2013, 2015, 2017
  - Medalie de argint: 2009

- Campionatul Sud-American:
  -  Câștigătoare: 2013

- Campionatul Central și Sud-American:
  -  Câștigătoare: 2018

## Premii
- Revelația Anului în Divizia de Handbal a Spaniei: 2006-07